# 杉山満丸
杉山 満丸（すぎやま みつまる、1956年（昭和31年）2月3日 - ）は、日本の作家、評論家。
戦国大名の龍造寺氏の子孫である。曾祖父は、玄洋社系政財界のフィクサーともいわれた杉山茂丸。祖父は作家の夢野久作。父はインド緑化の父と言われる杉山龍丸、詩人の杉山参緑は叔父にあたる。
現在は、九州産業大学付属九州産業高等学校で、教鞭を執りながら夢野久作と杉山三代の研究を行っている。

## 略歴
1974年 福岡大学附属大濠中学校・高等学校卒業。1980年 東京農工大学農学部蚕糸生物学科 卒業。
1980年～1983年 九州大学農学部農業工学科潅漑利水工学講座の研究生。
1990年 農業土木学会（現農業農村工学会）誌に『シートパイプクロス暗渠工法と施工後の状態を発表し、同技術は農林水産省から新技術の認定を受ける等、農業工学に詳しい。
1995年〜2018年　九州産業大学付属九州産業高等学校教諭。

### 主な活動
- 1987年 9月20日 父、杉山龍丸没に伴い約10000点超に及ぶ膨大な遺品（資料）を自宅に保管
- 1988年 活人堂シネマ制作、映画『ドグラ・マグラ』にて制作協力
- 1994年 テレビ西日本の番組『久作の夢』に出演し女優吉行和子と対談
- 1998年 11月23日 ＫＢＣ九州朝日放送『砂漠に緑を～緑の父・杉山龍丸の奇跡～』に俳優田中健と出演
※創立四十五周年記念番組・全国放送  夢野久作の長男であり「グリーン・ファーザー」と呼ばた杉山龍丸の生涯を捧げたインドの緑化運動を追いかけたドキュメンタリー番組
同番組出演の田中健とともにインドに渡り父の足跡を訪ね、大歓迎を受ける
- 1999年 3月 10000点超の杉山龍丸の資料は、福岡市総合図書館に寄託
- 2001年 12月『グリーン・ファーザー―インドの砂漠を緑にかえた日本人・杉山龍丸の軌跡[2]』をひくまの出版から出版
- 2002年 テレビ朝日、『ほんパラ！関口堂書店』に「グリーン・ファーザー」の資料提供・出演
- 2004年 『ふるほん福岡　vol.2』に「父との和解」掲載
- 2007年 文芸春秋　創刊85周年記念2月特別号　日本の親子100人に寄稿
『ふるほん福岡　vol.4』に夢野久作のスケッチを提供
- 2008年 9月1日 テレビ東京『世界で密かにメジャー級！SUGOI日本人』に資料提供・出演
- 2009年 5月22日 テレビ東京『世界を変える100人の日本人! JAPAN☆ALLSTARS』に資料提供・出演
- 2011年 2月17日 日本放送協会（NHK）ＢＳｈｉプレミアム８『杉山家三代の物語』全国放送に資料提供・出演
九州大学生産環境科学セミナー「砂漠の緑化　杉山龍丸の功績と新たな工法の紹介」講演
北九州大学国際環境工学部楠田哲也教授からの要請によりシートパイプ暗渠工法の技術者として招聘ビザによりウズベキスタンを訪問
筑紫野市で「 杉山五代と筑紫野」のイベントを企画・参加
※1.シンポジウム「杉山家五代と筑紫野」
※2.「映画に描かれた夢野久作の世界」
※3.「杉山家の人々～龍丸の軌跡～」
「つくし紫」文化塾　杉山家5代を語る「灌園・茂丸・久作・龍丸・満丸～杉山家5代と筑紫野～」に寄稿
月刊誌『INDO WATCHER(インド・ウォッチャー) No.168』インド複眼─今月の視点◆父・杉山龍丸が半生を捧げたインドにグリーン・ファーザーの足跡を尋ねてを寄稿
- 2012年 任意団体「夢野久作と杉山三代研究会」[3] 
九州大学三輪宗弘教授の発足にあたり副会長として参加
任意団体「日本シートパイプ普及協会」
九州大学凌祥之教授の発足にあたり事務局長として参加
雑誌「西日本文化」隔月刊　2012年12月～2013年6月に「インド緑化の父 杉山龍丸」を連載
父が残した資料約10000点超を福岡市立総合図書館から九州大学石炭資料館に移転寄託
- 2013年　月刊誌「フォーNET」に大和心の系譜―杉山家の軌跡　連載開始
公益財団法人　集団力学研究所　所長杉万俊夫京都大学教授に参加
福岡演劇大学in福岡　ユメノトーク「孫が語る！夢野久作」講演
- 2014年　九州大学石炭資料館に寄託した杉山龍丸資料の中から夢野久作の「ドグラ・マグラ」の初期原稿を夢野久作と杉山三代研究会の会員が発見し、西日本新聞1面他多数のメディアで紹介される。
『致知』2014年2月号特集「一意専心」「グリーンファーザー・杉山龍丸の生涯」取材協力
「夢野久作と杉山三代研究会」第2回研究大会で講演
一般社団法人「日本シートパイプ普及協会」発足　会員
「グリーン・ファーザー」の英語版をインドで出版
任意団体　「博多133の会」事務局に参加
夢野久作 (文藝別冊)に資料提供・寄稿[4]河出書房新社
- 『グリーンファーザーの青春譜 ファントムと呼ばれた士(サムライ)たち』を書肆心水から2015年に出版。
※1986年 父、杉山龍丸の陸軍士官学校時代の同期生、影山民夫より「自分が倒れたときには出版してほしい」とあなたのお父さんから『幻の戦闘機隊』の原稿を預かっていましたが、私も心臓病を患いニトログリセリンを持ち歩かなければいけない体になってしまいました。お父さんの意志を継いで必ず出版してください」と受け取った原稿をもとに一部再構成を行い出版されることとなった。

## 交友関係
- 玄洋社、黒龍会の研究を通して作家、文芸評論家、書評家である浦辺登とは懇意。